# 超時空要塞Δ角色列表
超時空要塞Δ角色列表為日本動畫《超時空要塞Δ》及其外傳登場的角色。

## 主要人物
疾風·因梅爾曼（Hayate Immelman）
聲：內田雄馬
男主角。
性情直率，作風稍顯隨興的少年。駕駛VF-31J→VF-31F→VF-31J改（電視版）、VF-31F+LD-262S（劇場版），17歲，9月21日出生，身高169公分。軍階：準尉→少尉 代號：Delta5→Delta4
天生有節奏感，在故事開頭以工程機展現了高超的駕駛技巧，而且懂得讀取風聲，但本人對此無自覺。
父親萊特是可變型戰鬥機駕駛員（一開始對於父親的職位毫不知情，只知道他是軍人），而母親則是軍醫，小時候的生活跟隨著雙親在銀河當中四處輾轉，對於故鄉沒有甚麼概念。
目前已經出外自立約兩年。自立以後沒有找到具體的夢想或是目標，也沒有持久的工作。實際上對貓過敏，連海貓和伏德爾人也不例外。
胸口掛有「折躍水晶」（フォールドクォーツ）的挂墜，為父親經常給他寄信和各種奇怪的惑星土產之一、和現在的遺物；同時也是「折躍因子受體」（フォールドレセプター）的擁有者，因而使他能藉以感覺到常人聽不到的聲音（如海因茲的歌聲），以及能和芙蕾雅共鳴。
因巻入瓦爾綜合症感染者引發的暴動之中試圖救助芙蕾雅而駕駛受損的VF-171，期間展現了極為優異的人形模式操作能力，雖然因完全沒有接觸戰鬥機而在不久就被擊落，但也在有音樂以下展現出操作VF的優秀才能（只是總是過於投入在音樂的節奏當中），意外的找出了成為VF駕駛員的未來。加入Δ小隊之後成為米拉潔的教生，但因為自我中心的性格，除了VF的課程外全部都曠課（連艾尼斯特的柔道課程都不上）。
之後被米拉潔要求進行最終試驗，在苦戰中成功擊敗米拉潔。以後駕駛VF-31J。其操控VF的技術被美雲取名為「因梅爾曼之舞」（インメルマン・ダンス），補救了芙蕾雅不太懂跳舞的缺失。
一直以在空中自由飛翔為信條，駕駛VF時不開啟AI操作輔助，除了在緊急逃生以外都不穿戴頭盔出擊，瑪基娜與蕾娜還為此對其座機作了特別調校。由於在戰場上盡可能不擊殺敵方，攻擊時通常瞄準敵機駕駛艙之外的位置，被其他人指出沒有殺氣。
在行星蘭德爾的初次飛行表演中因為投入在「Walküre」的音樂節奏當中擅自脫離編隊，自己單人駕機在觀眾面前飛舞。
在溫德米爾王國的宣戰事件後。因戰争爆發，「拉格納星系自治組織聯合」請求「凱厄斯」進行對溫德米爾王國入侵的防守，也就是説要加入這場戰争。身為民間企業的「凱厄斯」決定對任職的員工進行合同更新，但對是否繼續留在「凱厄斯」裡卻感到迷惘。之後帶住情緒低落的芙蕾雅一起在未經批准的情况下擅自駕駛VF-31在外面兜風。最後被梅薩發現並以擊墜威脅而截停，最終下定决心要留在「凱厄斯」把戰爭完結，之後再次在自由的天空上飛翔。
在行星伊奧尼迪斯首度參與宇宙戰，先後為了營救芙蕾雅和米拉潔而擊退波克和擊墜古拉。但在第一次擊殺敵人後看似一度情緒低落，在米拉潔的安慰以後說明他只是抗拒「殺人」，接受了以後便很快重新振作起来。
在行星伏德爾與空中騎士團一戰中，胸口的「折躍水晶」挂墜與芙蕾雅的歌聲產生了共鳴反應，令駕駛的VF-31J發出金色的光芒，並引發出更精湛的駕駛技術，事後被阿拉德隊長告知也具有「折躍因子受體」的資質。
在第13話代號改為Delta4，乘機因捲入指向性反應彈的爆炸中被摧毀時獲米拉潔所救。以後換乘了梅薩留下的VF-31F（該座機上的編號仍然是Delta2，但也作特別調校），並藉由共鳴反應將基斯擊破。但從那時開始因為與芙蕾雅的歌聲共鳴過度而患上了外表上不明顯的瓦爾綜合症，繼後在芙蕾雅唱歌時更不時出現各種異常狀況並持續加重，但直到再戰空中騎士團前都無人察覺。
在搜索新統合軍倖存者時發現羅伯特，並因而得知父親萊特的身份以及隊長阿拉德知道這事以後一度感到失落，覺得自己無意之間走了追逐父親的路。繼後更從阿拉德口中得知自己父親投下次元兵器以後一度消沉，但隨即再專注在任務上並決心要找出真相而重新振作起来。
在伏德爾再戰空中騎士團時，終於因與芙蕾雅的歌聲共鳴超越折躍因子受體的承受力令瓦爾綜合症的病徵表面化，最後因芙蕾雅被要打斷而墜落。
以後進行共鳴實驗時因芙蕾雅無法唱歌，無法得出結果而被脫離任務，甚至因而揚言放棄飛行。
在行星亞爾夫海姆迎戰空中騎士團時，終於令瓦爾綜合症的病徵到了失控階段，雖然在米拉潔與芙蕾雅的呼喊中恢復正常，但此後芙蕾雅唱歌時都要忍受著復發的瓦爾綜合症的痛苦。
最後在拉格納的最終決戰中，被次元神經聯繫束縛中終於向芙蕾雅表白並得到她的回應後，脫離束縛，決戰後握著芙蕾雅老化的右手（代表不介意其壽命短暂）並宣言“永遠在一起”。
芙蕾雅·薇恩（Freyja Wion）
声：鈴木實里
女主角之一。
成為「Walküre」新成員的溫德米爾族少女。14歳→15歲（第16話起），2052年11月3日出生，身高154公分，開場台詞「歌，是活力」。
銀河邊境溫德米爾王國的鄉下雷文格拉斯村出身，相當喜愛家鄉所種植的溫德米爾蘋果（ウィンダミア・アップル）。
天真爛漫的性格和行動大膽，説話帶有奇怪的方言，表情及肢體動作豐富，唯獨不太懂跳舞。
特徵是頭上像髮飾的心形「Rune」，會隨著情緒波動而伸長發光，亦是「折躍因子受體」的擁有者。
歌聲的出力不太穩定，但有著本人毫無自覺的可與「Walküre」的主唱美雲匹配的隱藏潛力，讓她變得有如第二位主唱。意志和感情激昂時，加上發光的Rune，甚至可發出抵抗「風之歌手」的「生物折躍波」。
小時候透過一名到訪溫德米爾王國的地球人（萊特）首次接觸到外來音樂文化，並自此有所憧憬。憧憬著戰術音樂組合「Walküre」，除了「Walküre」，也喜歡林明美、火焰炸彈、雪露·諾姆和蘭花·李等歷代偶像歌姬及樂團。但完全沒有想到這對於溫德米爾族而言卻是「背叛」。
在七年前親眼目睹了次元兵器爆發的場面。
在故鄉的村裡天天遊手好閒，因而被村長古斯塔夫爺爺強迫要和蘋果農園的二少爺結婚，由於不想結婚所以選擇離家出走，為了參加「Walküre」的新成員選拔而成為偷渡者。
登場時因誤上往阿爾・沙哈爾惑星的貨船，意外與疾風相遇。以後與他一起終於來到拉格納星，並因在阿爾・沙哈爾惑星的戰鬥時的歌唱具有極高「生物折躍波」（生体フォールド波）等級而獲得試鏡機會。
在試鏡中成功當上「Walküre」的新成員後，在行星蘭德爾舉行的「防疫演唱會」（ワクチンライブ）中初次演出。但在演唱會途中受到自己的故鄉溫德米爾王國的宣戰而感不知所措。事件過後被媒體還有凱厄斯懷疑是間諜而一度情緒低落，之後在疾風的鼓勵下决定留在「Walküre」裡。
但在行星伊奧尼迪斯的宇宙戰中，波克襲來並企圖襲擊她前斥責她是「叛徒」而再度情緒低落。
在行星伏德爾與空中騎士團一戰中，歌聲與疾風產生了共鳴反應，令疾風的VF-31J發出金色的光芒，並對於能和疾風共鳴一事感到欣喜。以後以「為了把幸福帶給在星系的眾人而唱歌」作為答案，至水母祭時懷疑她是間諜的人數己有所減少。
在聽到疾風和米拉潔是分居妻子的流言後有吃醋的反應，在誤會解開後，對自身的誤解感到羞愧難當。
在對於溫德米爾族而言是人生轉折點的15歲的生日晚，迎來一眾人舉辦的驚喜派對。這時看到疾風為她下了的人造雪給了她感動的印象，甚至不介意讓疾風接觸「Rune」。以後的演唱會中，「Rune」閃耀得異常耀眼。
在伏德爾再戰空中騎士團的戰術演唱會中出現失控，與疾風產生共鳴的生物折躍波形異常，令疾風的VF-31F發出的光芒由金色轉變為橙色。
當貝爾加提出「歌」是兵器的假說時罕見的大怒得連「Rune」也發出紅光，但貝爾加指出疾風受其歌唱影響時無從反駁。以後情緒低落得與疾風進行共鳴實驗時無法唱歌，甚至因而揚言放棄唱歌。到了在行星亞爾夫海姆仍然在“猶豫”而不能穩定歌聲出力，被美雲打了一巴掌並在「Walküre」成員與疾風說服才擺脫“猶豫”認真起來。
在行星溫德米爾IV的戰術演唱會中，右手部分的背面出現了溫德米爾人的老化的狀況。一開始也只告知給注意到的米拉潔並以包紮隱藏老化，但最後在拉格納的最終決戰中，被次元神經聯繫束縛中，一度因自身壽命短暂的關係而對疾風的表白猶疑不決，被米拉潔搶先表白及斥責後終於向疾風表白並脫離束縛。其後以歌聲呼唤及領導「Walkure」全體成員（包括美雲在內）幫助眾人脱離束縛，扭转整个局面。
米拉潔·芬莉娜·吉納斯（Mirage Farina Jenius）
聲：瀨戶麻沙美
女主角之一。
Δ小隊唯一的女性成員，駕駛VF-31C、Sv-262Hs（劇場版），18歳，2月11日出生，身高164.5公分。軍階：少尉→中尉 代號：Delta4→Delta2
為「超時空要塞7」之中麥克斯米利安·吉納斯和米莉亞·芬莉娜·吉納斯的孫女、麥克斯和米莉亞的六女米蘭達的女兒、米蓮·吉納斯的姪女。
曾隸屬於新統合軍，後被阿拉德隊長招攬到Δ小隊。對於駕駛員的職務感到自豪，但也有過於認真而不擅變通的一面。也許是受其性格影響，對戀愛的事很不成熟。另似乎沒有完全遺傳到米莉亞的駕駛技術，而且節奏感不足，在第1話的VF舞蹈中被疾風看破其機體拍子慢了。
和芙蕾雅居住在同一宿舍，飼養名為「丘露露」（キュルル）的海貓。
因疾風意外推倒芙蕾雅，誤解前者為犯罪者（偷渡者或性犯罪者）並將其制服的意外中與兩人初次認識。
在阿爾·沙哈爾的瓦爾綜合症事件中救出被擊落的疾風和芙蕾雅。之後對身為平民而擅自駕駛軍用機的疾風揮了一拳。
在疾風加入Δ小隊後被隊長阿拉德指名成為他的教官，於最終試驗中遭到擊敗，以後從實戰開始建立互助互信的關係。
在與疾風共同得知梅薩曾發作狂暴症的祕密後，也陷入了不安的狀態。
在梅薩陣亡後，第12話昇級為中尉，代號也改為Delta2（但座機上的編號仍然是Delta4）。
當疾風和芙蕾雅都為了不礙到對方而互相推委時，狠狠地對兩人說教，更表示兩人都是她最喜歡的同伴們。
以後以她承擔一切責任為條件，換取疾風和芙蕾雅的出擊許可。但疾風失控時無從下手，卻與芙蕾雅向他呼喊使他恢復正常。在決戰中因芙蕾雅猶疑不決的態度而搶先向疾風表白，繼而刺激她說出心底話。在結局目送疾风载着芙蕾雅的坐機飛向天空，並在心中默默祝福兩人。

## 凱厄斯

### 戰術音樂組合「Walküre」
美雲·基努梅爾（Mikumo Guynemer）
聲：小清水亞美／演唱：JUNNA
戰術音樂組合「Walküre」的主唱。3歲，8月17日出生，身高165公分，開場台詞「歌，是神祕」。品性、經歷、私人狀況全部被謎團包圍的神秘美女。
亦並非參加「Walküre」的選拔而加入，一開始被認為是靠關係、走後門加入，但實力實在令要等人佩服。
似乎也學過防身術，身體素質亦可與溫德米爾人匹敵，甚至曾徒手打倒溫德米爾兵。
她持有可以令瓦爾綜合症鎮靜化效果的歌聲，甚至無須多功能無人機的支援也具有極高的「生物折躍波」效果。被視為「凱厄斯」的王牌。而且只有她能夠藉由導線在VF-31齊格菲以上站立。
除了會以歌曲對原始文化遺跡交感，還會晚上全裸跑到外頭、在海底裸泳和在房間飄浮，作出種種遠離常人的行動。在潛入温德米爾王国的行动前，從未與「Walkure」的成員一起吃午饭，被他人認為是不合群。（但實際上，她的膳食一直被總部管制着，才不能與同伴一起吃饭。）
對新人芙蕾雅具有高度的評價，對人説話時温柔中帶有鼓勵的字句。即使溫德米爾王國挑起戰爭而令芙蕾雅身陷處境危機，仍將她視為「Walküre」的一員，並在行動中以嚴厲的措辭逆向表明比其他人更把芙蕾雅視為同隊的同伴。當「Walküre」面對敵人直接命中的攻擊時，更以身保護芙蕾雅。但當芙蕾雅無法認真唱歌時，亦會毫不猶豫的責罰她。
因為原始文明遺跡的共鳴而互相窺視到海因茨的她，對這名「風之歌手」產生了興趣。
記憶中曾見過原始種族系統，與原始文明有著某種關係。
在芙蕾雅15歲的生日派對中說明自己對於出生的一切，包括生日、父母的長相和成長的地方都毫無記憶。因為「過去己無所謂」，唯一擁有的是唱歌的衝動。雖然表示不需要太擔心，但其他隊員已經看出她的不對勁。而她確實對自己的存在有所質疑。
真正身份是三年前的2064年8月17日，Lady M為對抗狂暴化而事先將「折躍因子受體」植入細胞以後所製造出來的複製人。而細胞來源極有可能是7年前溫德米爾第一次獨立戰爭之中萊特趁戰亂從Sigur・Valens的神殿深處中回收的「星之歌手」（星の歌い手）的細胞樣本。
在第二次潛入行星伏德爾原始文明遺跡時因與海因茲的歌聲共鳴而喚醒了部份細胞記憶，從中表示懂溫德米爾語「在真王之名下」（ルダンジャール・ロム・マヤン）。但同時她發出了足扭曲時空的「生物折躍波」，對海因茲產生衝擊並導致遺蹟連原始種族系統超負荷而被炸毀破壞後昏迷。事後被送上凱厄斯本部派來的醫療研究船上救治，復原後歸隊。
潛入溫德米爾王國後被發現時讓瑪基娜和蕾娜逃走，自己卻被伏擊的洛伊德俘虜，並且帶到其收藏眼鏡的房間。第二天被他帶到Sigur・Valens的神殿中，並被他重複說出的「在真王之名下」強行覺醒而變成「星之歌手」。
最後被洛伊德利用作達成全銀河生命體（包括新綜合軍和Δ小隊）的精神同步為單一生命的道具，因Walküre的歌而得以從洛伊德的支配中解放後恢復自我，並由得到基斯援護的Δ小隊救出。
要·巴卡妮雅（Kaname Buccaneer）
聲：安野希世乃
戰術音樂組合「Walküre」的隊長。22歳，6月8日出生，身高168公分，行星迪瓦伊德出身，因內亂時城市發生多次大規模戰鬥關係亦在小時候學過防身術。開場台詞「歌，是生命」。在隊伍裡照顧其他成員如姐姐一般的存在，也是擔任隊伍的教育指導和經理人，還進行諸如戰術表面的分析。
在加入「Walküre」之前有進行過單獨偶像活動的經歷，但一直默默無名而在四年前選擇引退。之後加入「凱厄斯」，並在開始發展演藝部門的時候成為「Walküre」前身的經理人。只是為了能夠再度唱歌。
成為「Walküre」的一員是因為擁有「折躍因子受體」。在美雲加入「Walküre」之前是隊中的主唱，作為王牌所演唱的最後一首歌「AXIA」拯救了狂暴化的梅蕯，讓他恢復理智。
在行星拉格納的水母祭典之夜，聽取了梅薩的心意並收下其配戴的手鐲。但實際上，她喜欢的人是阿拉德隊長，因梅薩的表白和戰爭的關係而令她遲遲未能面对藏在心中的感情。
在行星阿爾·沙哈爾一戰中，美雲與芙蕾雅因遺跡共振而陷入昏迷，在梅薩的請求下，獨自演唱「AXIA」協助梅薩抑制住瓦爾綜合症，並引起共鳴反應，但最後卻眼見梅薩被白騎士擊墜。在其後的水母葬禮中，想通了有人需要她的歌聲而重新振作。
瑪基娜·中島（Makina Nakajima）
聲：西田望見
戰術音樂組合「Walküre」的成員。18歳，4月19日出生，身高159公分，開場台詞「歌，是希望」。軟綿綿的女孩子。
同時也是負責機械整備的才女，能讓其他整備員稱呼她為「瑪基娜大姐」。亦會給自己中意的機械起名並疼愛著它。
由姓氏以及家族的機械系統整備能力中可推斷出，她可能是「超時空要塞Zero」中的機工長「中島雷造」的後裔。在电影《激情的女武神》中曾提及其爷爷曾参与VF-0的开发。
繼承了家族對於機械系統的整備能力的她從小就喜歡機械。與原本對偶像活動毫無興趣的蕾娜不同，長大後也喜歡上與唱歌與跳舞相關的偶像活動，而且有著「折躍因子受體」。但對於要成為整備員還是成為偶像而感到迷惘，能夠一口氣實現兩個夢想而藉由選拔加入「Walküre」。
與同為「Walküre」成員的蕾娜一開始水火不融，甚至會因為吵架導致演唱會取消，但美雲入隊以後兩人卻是如同姐妹般親密，住在同一屋簷以下的同居狀態。
初期眼見穿著戰鬥服站在舞台上完全沒有氣氛，提出穿著偶像服裝，以後表現有所改善。
在眾人潛入帕拉加納爾遺跡調查時，與蕾娜分工合作成功地突破周邊的警戒防禦系統。
但在潛入醫療研究船時失手，為了讓要強行突破而挺身阻撓。
在行星溫德米爾IV的戰術演唱會中，為保護芙蕾雅而被空中騎士團狙擊手擊中，左腰背部中槍。
本應缺席與空中騎士團於拉格納的最終決戰，但最後決戰中途還是負傷重返舞台，並由蕾娜扶持協助。
蕾娜·布勞拉（Reina Prowler）
聲：東山奈央
戰術音樂組合「Walküre」的成員。15歳，7月23日出生，身高147公分，開場台詞「歌，是愛」。沉默寡言，很少展露出表情，實際上是一名厲害的天才黑客。在隊中擔任電子技術員。
本人從小就成功駭入過政府機關和軍隊，以及各式各樣的企業。因駭進凱厄斯的網路伺服器而被逮捕，一開始以不向司法機關舉報為條件加入情報部的網絡部門。但其後因也被發現有著「折躍因子受體」而藉以加入「Walküre」，可對偶像活動毫無興趣而一開始不接受訓練。
與同為「Walküre」成員的瑪基娜一開始水火不融，甚至會因為吵架導致演唱會取消，但美雲入隊以後兩人卻是如同姐妹般親密，住在同一屋簷以下的同居狀態。
非常喜歡生吃水母，而且是整隻吞掉。可是梅薩死後因害怕吃到由他轉生而成的水母而表示今後不再吃水母。
在眾人潛入行星伏德爾前，透過高超的駭客手法成功破解對方的防禦監視網路系統。
但在潛入醫療研究船時失手，只能在被捕前打開美雲所在的房間的門。
迫降溫德米爾王國時左腳負傷。
從溫德米爾返回後，按疾風的意願而播放瑪基娜復原自萊特的VF-22的飛行及通話記錄的錄音機，揭示溫德米爾第一次獨立戰爭中投下次元兵器的真相。
莉蒂·露·格倫
聲：菊地瞳
拉格納人少女。
2064年，與瑪基娜、克蕾雅一起通過了試鏡加入，但在組合正式命名為「Walküre」出道以前退出。
克蕾雅·帕德魯
聲：日笠陽子
金髪少女。
2064年，與瑪基娜、莉蒂一起通過了試鏡加入，並作為「Walküre」困難時期共同努力的創始成員之一，但最終還是快到極限、被美雲取代而退出。

### Δ小隊
阿拉德·梅塔斯（Arad Mölders）
聲：森川智之
Δ小隊的隊長，駕駛VF-31A→VF-31S，33歳，1月10日出生，身高182公分。軍階：少校 代號：Delta1
一名兼具包容力與嚴格個性的可靠大哥。曾經隸屬於新統合軍，與「Walküre」共同執行任務的人選被全權委託給他。
有着招攬人才的眼光，但不知為什麼集結的都是一些很有本事但個性古怪的駕駛員。
駕駛的戰鬥機除了依照VF系列的傳統，小隊隊長機裝有4門頭部雷射機槍以外，機身上還畫有劍龍頭骨的標誌。其實在Δ小隊以前駕駛的VF-31A也畫有相同標誌。
相當喜愛行星拉格納的特產「瓦萊塔水母乾」（バレッタクラゲのスルメ），也經常引用與拉格納的水母相關的諺語。
和艾尼斯特一樣曾經屬於新統合軍，兩人為當時的戰友。也是疾風的父親萊特的下屬，知道是他投下次元兵器。7年前曾參加過溫德米爾的獨立戰爭。以後加入凱厄斯。2年前在亞爾夫海姆拯救了命危的梅薩。
知道梅薩曾發作過瓦爾綜合症，與Lady.M商量後以定期上報體檢數據為條件，讓梅薩留在Δ小隊駕駛VF。
在第13話向全軍下令放棄拉格納。
當疾風質問他為何別與溫德米爾扯上關係時，告知全體其父親投下次元兵器。也是在知情以下讓疾風加入Δ小隊。但其實也不是知道全部真相，並堅信他不會作出大規模虐殺行為。
當Δ小隊與「Walküre」潛入溫德米爾王國時得貝爾加協助帶到萊特隊長的VF-22前，並駕駛它以營救疾風一行人。換乘回其VF-31S時向VF-22作最後的敬意。
梅薩·伊雷菲爾特（Messer Ihlefeld）
聲：內山昂輝
Δ小隊裡面的王牌，駕駛VF-31F，21歳（KIA），12月14日出生，身高191公分。軍階：中尉 代號：Delta2
冷靜沉著和保持專業，很少露出感情，對於部下的指導相當嚴厲及高標準。
2年前曾隸屬於新統合軍，但在行星亞爾夫海姆的都市「馬爾堡」（マリエンブルク）狂暴化。這時得到要的歌曲「AXIA」所拯救而恢復理智，並在命危時得阿拉德所救，為了報恩和保護要加入Δ小隊。
但此後一直都忍受著反覆復發的瓦爾綜合症之苦，由於症狀無法根治，不希望因再復發而傷及別人，故避免和其他人有過多交情。
珍而重之的手鐲型便攜式音頻播放器裡只有「AXIA」這一首歌，並將之視為護身符，毎當受瓦爾綜合症和惡夢影響時便會聽這首歌。
只要是為了保護「Walküre」和市民，就算是同隊和友軍都會毫不猶豫地攻擊。
駕駛的戰鬥機機身上畫有死神的標誌。隊中唯一有能力與當代「德文特的白騎士」基斯單騎戰鬥中匹敵的駕駛員。單論技術甚至比阿拉德厲害，連查克、米拉潔和疾風三人聯手都不是他的對手。
和疾風同樣住在裸喰娘娘裡，將無視部隊秩序的疾風視為一個大麻煩，然而卻也認同他在戰場上的直覺。
由於瓦爾綜合症復發的不確定性，在行星拉格納防衛戰後，被調離至尚無瓦爾綜合症的拉拉米斯星系擔任訓練教官。在行星拉格納的水母祭典之夜，向要表明了自身的感謝之意，並將所配戴的手鐲贈送給她。
在行星阿爾·沙哈爾一戰中及時回歸Δ小隊支援戰鬥，為了保護遭受空中騎士團襲擊的「Walküre」，直接以機體抵擋住攻擊。以後在要的歌曲「AXIA」下與瓦爾綜合症共存，發揮出極為優異的駕駛能力，與白騎士的纏鬥中雙雙發出共鳴反應。然而在最後的死鬥中，被白騎士機首的雷射武器正面擊穿駕駛艙而命中心臟、全無遺言以下阵亡。在劇場版《超時空要塞Δ 激情的女武神》內，劇情則被改為梅薩與白騎士進行死鬥時避過其雷射武器的攻擊，並擊中白騎士的機體，最後向要說出遺言後因瓦爾綜合症而大量出血死亡。
阵亡以後，凱厄斯及Macross・Elysion成員先後為其舉辦正式葬禮及水母葬禮。
其座機在戰鬥中僅有輕微的損傷，修復之後，自第13話起代替在反應彈的爆炸中失去機體的疾風駕駛，直到拉格納決戰前因長期承受共鳴時的極限飛行而需要大修為止。
查克·馬斯坦古（Chuck Mustang）
聲：川田紳司
Δ小隊的開心果，駕駛VF-31E，24歳，8月28日出生，身高173公分。軍階：少尉→中尉 代號：Delta3
在行星拉格納出生。平常有些吊兒啷噹，很喜歡女性，不過基本上不太會被當作對象，屢次邀約女性都遭到拒絕。
作為駕駛員的能力比僅次於梅薩和阿拉德，在Δ小隊中擔負偵查與電子戰的角色。
有四個弟妹，家裡經營一間名叫「裸喰娘娘」（裸喰娘々）的餐館。
與作為新人加入Δ小隊的疾風在公私兩面都是好友。
第5話對戰爭爆發感到迷惘。
第14話得知其妹妹瑪麗安奴失蹤，更加強了更奪回故鄉的決心。
在行星亞爾夫海姆迎戰空中騎士團中負責斷後，但仍被薩歐和卡西姆突破，而且無法前往行星溫德米爾IV。
在行星溫德米爾IV「Walküre」的戰術演唱會打開折躍傳送門後，與一眾VF飛出，並在全體撤退時負責斷後及成為最後撤離者。
第26話終於和妹妹瑪麗安奴重聚。

### Macross・Elysion
艾尼斯特·強森（Ernest Johnson）
聲：石塚運昇
拉格納分部所屬Macross級戰艦Elysion的艦長，40歲，4月1日出生。
Δ小隊的上司，同時也是名格鬥技教官。
為傑特拉帝人與地球人的混血，即使微縮化的狀態時的身高也高達227公分。
和阿拉德一樣曾經屬於新統合軍，兩人為當時的戰友。7年前曾參加過溫德米爾的獨立戰爭。
經常投身於戰情不利的陣營的怪異傭兵，被貝爾加評為「百戰百敗，無冕的指揮官」。
本人曾經作為教導溫德米爾國王格拉米亞6世艦隊戰知識的教官，並在溫德米爾的獨立戰爭開始前因外人身份而被解僱。
對於梅蕯的病症知情，但也不贊同阿拉德隊長將梅薩留隊的做法。
貝絲·馬斯喀特（Beth Muscat）
聲：澤井美優
Elysion艦橋的通信員，佩戴眼鏡的紫髮女性，有著渴下多杯啤酒的酒量。
水樹·尤里（Mizuki Yūri）
聲：金魚和嘉菜
Elysion艦橋的通信員。一頭黃色水母的綠髮女性。經常描述與水母相關的活動。
尼娜·奧布萊恩（Nina O'Brien）
聲：辻美優
Elysion艦橋的通信員。戴上帽子的紅棕髮女性。
凱·基爾古多（Gai Gilgood）
聲：佐佐木義人
Elysion的整備員。
哈利·高杉（Harī Takasugi）
聲：木村良平
Elysion的整備員。

### 其他
Lady M（Lady M）
「凱厄斯」的負責人，據聞曾參與第一次新統合戰爭。
有著莫大的權限，不單新統合軍在參戰和使用反應彈前都要事先知會她，她甚至可以反過來直接與新統合軍司令部交涉。
貝爾加指其早在明美攻勢以後，便已開始著手研究「歌」作為武器的戰略價值的最終兵器。而且是在凱厄斯接收到了2016年在銀河中心附近失去連絡的Megaroad-01（SDF-1 Macross）的訊號之後才開始活躍。有推測指她可能是失蹤約五十年的一條未紗（舊姓早瀨，一條輝的妻子）。

## 裸喰娘娘
瑪麗安奴·馬斯坦古（Marianne Mustang）
查克的妹妹之一，其餘三弟妹的姐姐，裸喰娘娘的副老闆娘。
喜歡梅薩，在他陣亡以後有著她悲痛落淚的一幕。
從行星拉格納撤退期間，新統合軍以指向性反應彈將「艾格爾帕特雷遺跡」連Sigur・Valens一併炸毀時為了保護其餘三弟妹，被巨浪沖走。
在第26話後半段證實奇蹟生還（左腳受傷）並與兄長查克重聚。

## 溫德米爾王國

### 溫德米爾王宮
洛伊德·弗雷姆（Roid Brehm）
聲：石川界人
溫德米爾王國的宰相，同時是統率王國軍空中騎士團的聖騎士長。20歲（背叛後肅清），12月30日出生，身高186公分。
待人溫和，和眼鏡很相配的知性青年。似乎對眼鏡有著特別的執著，擁有不少適合各種場合的藏品。討厭的是海蜇，戲稱Δ小隊與「Walküre」為「海蜇人」。
為管理原始文化遺址的神官家族出生，藉此使他也成為研究原始文化的學者，發表過相關的論文，主張布里希嘉曼球狀星團的子民才是原始文化正統的繼承人。
7年前溫德米爾第一次獨立戰爭之中與基斯作為訓練兵，共乘一機以下參戰，並在座機被擊墜後將負傷的基斯救出。
過去與基斯是騎士學校時代的朋友。兩人約定要一同使溫德米爾王國變得強大，為此他「收起了翅膀，降到地上」，並且成為王國的宰相。雖然基斯曾經反對，但最終為了勝利而尊重決定。
事實上是他發現海因茲的歌聲能夠控制患者，和利用各行星的遺跡的方法，真正目的是把全人類的意識聯繫到一起，讓温德米爾人的壽命在集体意识中得以永續，自己也達到統治銀河的野心。在以宰相身份再次向新統合政府宣戰後，本人希望藉由風之歌手的海因茨操縱瓦爾綜合症的能力，在無過多犠牲者和流血情況下從新統合政府手中赢取自由。但另一方面也顧慮海因茲王子的身體狀況，知道風之歌對他本身的負荷，因而試圖增加休息機會以盡可能減輕負擔，進而導致與企圖擴大瓦爾綜合症疫情並盡快消滅地球人完結戰事的主戰派的基斯在意見上逐漸出現分歧。
為了勝利亦有研究「Walküre」的事。在行星伏德爾的原始文明遺跡，得知「Walküre」的情報以後，向基斯下令活抓芙蕾雅並確保其安全。但當基斯忽視命令，企圖處決芙蕾雅時，卻出手制止他。但也因而給「Walküre」救出芙蕾雅的機會。
為了讓海因茨獲得充分休息暫停歌唱而向基斯提出決鬥，卻在劍術交鋒中敗下陣來。
格拉米亞回歸執政被解除兵權，只能為照顧海因茨出力。但看準時機刺殺格拉米亞國王後，卻宣稱遵從國王的遺言，重新執掌王國領導之位。
回到行星溫德米爾IV後舉行向全銀河網絡直播的加冕儀式，出乎意料的並非宣布眾人認為的球狀星團獨立宣言，而是公開新統合軍向溫德米爾王國投下次元兵器的片段和說明新統合軍在行星拉格納之戰中使用反應彈，並以原始文化正統繼承人的之名義宣布建立“大銀河文明”和宣佈向新統合政府全面開戰。事後貝爾加說明他將和平交涉的請求無情拒絕時，指出新統合政府的企圖是得到遺跡。
以後海因茨的風之歌實驗中發現了缺少了什麼時，被基斯質問他隱瞞的真相。在Sigur・Valens的神殿中看見「星之歌手」的影像，發現真相後，將其封鎖。
當Δ小隊與「Walküre」潛入溫德米爾王國後受海因茨之命捉拿他倆，並且俘虜美雲、疾風、芙蕾雅和米拉潔。但將美雲收藏在其收藏眼鏡的房間，並稱她為「星之歌手」。以後將她帶到Sigur・Valens的神殿中，並重複說出「在真王之名下」（神官家族與王族一樣有操控星之歌手的權力）使她覺醒為「星之歌手」，然後向她下跪，到最終決戰空中騎士團發現他真正目的時也為時已晚。
真正目的是利用「星之歌手」的歌與Vajra遺留下來的遺產銀河網絡將全人類的意識進行精神統一（Vajra戰役中所進行的銀河並列思考網絡計劃），而自己則凌駕Vajra成為全宇宙唯一之神從而得到永恆的生命。
但其越權之舉導致海因茨發出討伐命令，「星之歌」也被芙蕾雅的歌干擾失敗後，在神殿內被基斯刺穿受到致命傷，最終與基斯一起身陷神殿爆炸死亡。遺言為：｢是我…？」。
海因茨·涅里希·溫德米爾（海因茨2世）（Heinz Nerich Windermere (Heinz II)）
聲：寺崎裕香／演唱：Melody Chubak
溫德米爾的王子（第15集起加冕成為國王），基斯的同父異母弟弟，為正室嫡出，有王族和風之歌手的血统。9歲，2月20日出生，身高135公分。生母在他未滿半歲之前而過世，生前曾把他托付給基斯以兄長的身份照顧。
非常仰慕基斯，並稱之為兄長大人。從小就喜歡看著基斯駕機飛翔。即使現在對方已放棄王位依然希望兄弟二人能使溫德米爾王國變得強大。
持有可以引發並操縱瓦爾綜合症的特殊歌聲，被稱為「風之歌」（風の歌），並且被溫德米爾王國視為對付新統合軍用的王牌。而且不只人，還能馴服如龍鳥等動物。
但其歌聲對他本身也有著很大的負荷，一度唱完歌以後就會痛苦的倒臥於床上無法起身；儘管如此仍然清楚自己的定位，為了盡快結束戰爭，即使是再大的負荷仍然以自己的方式一直努力地盡自己的職責。
因為原始文明遺跡的共鳴而互相窺視到對方的美雲將他稱為「風之歌手」（風の歌い手），但洛伊德曾認為他的能力是超越風之歌手、足以壓倒所有人類的「星之歌手」。
格拉米亞國王戰死而被洛伊德推舉為下任國王以後，決心繼承先王的意志以指導球狀星團。回到行星溫德米爾IV後從父親手上繼承王位，在加冕儀式中登基成為下任國王，亦是溫德米爾王國這150年以來首位兼任風之歌手的國王。
一次對行星阿爾·沙哈爾唱風之歌中昏迷，連帶該行星的居民都陷入昏睡狀態。以後身上都出現象徵衰老的白斑，連眼見的基斯都感到震驚。
當Δ小隊與「Walküre」潛入溫德米爾王國後下令將他倆活捉俘虜，其後對疾風、芙蕾雅和米拉潔三人親自審判。
將最終決戰位置定於拉格納時為得到空中騎士團員的信任而展露出老化的身體部份，讓他们答应以「星之歌手」——美雲代替自己出戰。
最終決戰前曾向基斯說明有著向新統合軍展示「星之歌」的威力後藉以迫使對方簽訂和約之意，但時發現洛伊德的目的危險以後，下令空中騎士團討伐洛伊德。結果星之舞台崩壞、洛伊德和基斯死後，下令鳴金收兵。
格拉米亞·涅里希·溫德米爾（格拉米亞6世）（Gramia Nerich Windermere (Gramia VI)）
聲：寺杣昌紀
溫德米爾王國的國王，逾35歲（KIA），為基斯和海因茨的父親。
曾經是VF的駕駛員，為上一代「德文特的白騎士」，當時駕駛的機體配色為白銀色。在海因茨出生前夕，教會基斯使用乘風之法来驾駛戰機，把他送進騎士學校受訓，後來更把白騎士之位傳給他，藉此讓失去王位继承權的他得到容身之所，故此看得出其為一位好父亲。
為強森艦長在溫德米爾任教時的學生之一，強森稱讚他具有很高的學習能力，但過度重視騎士精神而不適合當艦隊指揮。兩人互相視為宿敵。
似乎與阿拉德也是舊識，被阿拉德稱為「7年前的亡靈」。
現在因年老病臥於床上，臉上分布著因老化而浮現的不明白斑。
曾説過「要吹起令地球人覆滅的風」，由此可見本人相當痛恨地球人。
在Sigur・Valens成功起動以後回歸執政，作為指揮官親自率領艦隊向新統合軍發動攻勢。但最後在行星拉格納的海上與Macross Elysion對射中被Macross Elysion的主砲擊中艦橋而身負致命傷，在洛伊德眼前駕崩。遺言為：｢海…海因茲…（ハ…ハイン…）」。
然而其後基斯私下從離開城堡的醫生口中問出，事實上卻是被洛伊德刺殺。而洛伊德辨稱是替重傷的他脱离苦海。

### 空中騎士團
基斯·愛羅·溫德米爾（Keith Aero Windermere）
聲：木村良平
溫德米爾王國的Valkyrie部隊「空中騎士團」所屬，駕駛Sv-262Hs，19歲（WIA→KIA），2月25日出生，身高179公分。
為格拉米亞國王與平民所生之子，在海因茲出生後，放棄了王位繼承權，並以騎士身份自居。自小因王室成員對他的冷漠而沒有感受過親情，直至在騎士學校認識洛伊德後，才有所改善，並接受王后（海因茲的生母）的托付，以兄長和騎士的身份照顾及保护弟弟。雖然並非「風之歌手」，但從父親學得乘風之法，並繼承了「德文特的白騎士」的王牌稱號，在部隊中被隊員尊敬，同樣也受到民眾的尊崇。為了王室的名聲，堅持與其他騎士一樣以敬語稱呼家人（王室成员），拒绝在加冕後的海因茲稱呼自己為哥哥。
貫徹騎士道精神的孤高王牌駕駛員，但也有著自信好戰的一面。在戰場上對於Δ小隊的梅薩（最初因不知道其名字而叫他為死神）有異常的執著，視他為宿敵，十分敬重其實力，即使擊破梅薩以後仍會禁止別人說貶斥他的壞話。
本人企圖利用會引發並操縱瓦爾綜合症的「風之歌」的手段，盡快消滅地球人以保护故乡和平來完結戰事。但也因而與希望在無過多犠牲者和流血情況下從新統合政府手中赢取自由的洛伊德在意見上有分歧，諷刺他的劍已經「生鏽了」。
訓練兵時期十分喜歡蘋果，飛行訓練以後總是喝著一瓶鮮榨果汁並讚不絕口。
7年前溫德米爾第一次獨立戰爭之中與洛伊德作為訓練兵共乘一機以下參戰，結果座機被擊墜而負傷後獲洛伊德救出。
在行星伏德爾捕捉到疾風一行人時，一度要處決被視為『拋棄祖國，歌唱「污穢之歌」的叛徒』芙蕾雅，但被洛伊德阻擋而沒有成功。
在行星阿爾·沙哈爾與梅薩交戰，於激烈的纏鬥中雙雙發出共鳴反應，在死鬥的最後以鐳射炮正面擊穿梅薩座機的駕駛艙，將其擊墜。
但在行星拉格納與改乘梅薩的座機的疾風交戰中，一開始小看對方，但乘機卻被得到共鳴反應的疾風擊墜，身負重傷。從始便把疾風視為梅薩後繼者般的宿敵。
在海因茨的加冕儀式前雖康復，但失去了右眼，可也讓其Rune對Fold的感應能力上升。
在行星伏德爾再戰Δ小隊與「Walküre」時，空中騎士團中唯一一人未被強大的「生物折躍波」干擾，但被得到共鳴反應的疾風窮追猛打。事後對洛伊德說粗心了、以至他的方向有所懷疑。
這時海因茲的醫生換人令他心有懷疑，追查回故鄉的醫生，發現真相後質問洛伊德隱瞞的事。
最終決戰時發現洛伊德的目的（成为集体意识以統治銀河）之後一度困惑，後來因海因茨的命令而轉為援護Δ小隊。在美雲獲救出後，不惜放棄座機都要以其長劍穿刺洛伊德並造成致命傷，但最終與他一起身陷神殿爆炸陣亡。遺言為：｢那是你教給我的，洛伊德」。實際上，他並不在乎生命的長短，只想保护故國的和平及家人（包括親人和陪伴他成長的騎士們）的安危而戰。
戴歐·尤西拉（Theo Jussila）
聲：峰岸佳
空中騎士團的駕駛員，16歲，11月21日出生，身高171公分。雙胞胎的哥哥，商家出身。藍色頭髮，個性比弟弟理性。
家族經營的尤西拉商會為溫德米爾中品種最為豐富的商會，創業180年，從事蘋果種子、洗Rune水、藥品、折躍水晶、大型龍鳥的籠子甚至列車炮的銷售。
在戰鬥中，顯現出身為雙胞胎獨特的高度合作戰法。
有一名未婚妻。
受基斯委託調查回故鄉的醫生。
薩歐·尤西拉（Xao Jussila）
聲：峰岸佳
空中騎士團的駕駛員，16歲，11月21日出生，身高171公分。雙胞胎的弟弟，商家出身。紫色頭髮，個性比哥哥好戰。
家族經營的尤西拉商會為溫德米爾中品種最為豐富的商會，創業180年，從事蘋果種子、洗Rune水、藥品、折躍水晶、大型龍鳥的籠子甚至列車炮的銷售。
在戰鬥中，顯現出身為雙胞胎獨特的高度合作戰法。
受基斯委託調查回故鄉的醫生。
波克·康法爾特（Bogue Con-Vaart）
聲：KENN
空中騎士團中最年輕的駕駛員，15歲，4月7日出生，身高174公分。
為名門貴族康法爾特家的長子，在5位姐姐的包圍下長大的老么，在姐妹們的影響以下形成了淘氣的個性。
他的其中一名姐姐米拉嫁給卡萊爾的領主，但在7年前溫德米爾第一次獨立戰爭之中，與當地其他村民一起被疾風的父親萊特投下的次元兵器捲入而亡。失去了父母和三名姐姐（米拉、安、赫露）的經歷，導致他極端憎惡地球人得要將地球人都除掉。
改不掉訓練時代的習慣，仍然稱呼教官海爾曼為「大師」，經常因此被提醒。
性格上亦比基斯更為好戰的激情家，而且無法良好控制自身的「Rune」因而常發光顯露出情感，這點曾被海爾曼斥訓過。
在行星伏德爾捕捉到疾風一行人時，表明是由地球人先破壞溫德米爾的和平，因而表露出厭惡地球人的態度，並誓言解放受新統合政府控制的布里希嘉曼球狀星團的子民。
空中騎士團中最為憎惡「Walküre」的歌曲，將其斥為「污穢之歌」（穢れた歌）並露出不快的表情，每當在戰鬥中聽到「Walküre」的歌聲，甚至會中斷與疾風的交戰並以企圖發動抺殺「Walküre」（特别是被他視為叛徒的芙蕾雅和曾在其手下的手机上使用電腦病毒入侵的蕾娜）的攻擊為優先行動。
得知身為溫德米爾族人的芙蕾雅加入成為「Walküre」的成員以後斥責她是「叛徒」，這時連其「Rune」都不受壓制而發出紅光。在行星伊奧尼迪斯的宇宙戰中企圖將她連其「Walküre」成員一併抺殺，但被疾風制止。在行星伏德爾的原始文明遺跡乘機戰鬥中又被疾風擊墜。
在海因茨的加冕儀式前唯一一人不前往「卡萊爾的黑風暴」一趟，而是回老家拜祭家人。
看見整備員觀看「Walküre」的演唱會直播時氣憤得企圖將播放器關掉，卻誤按課金鍵，而被蕾娜的程式羞辱，結果惱羞成怒。在行星伏德爾再戰Δ小隊與「Walküre」時將目標轉為蕾娜，但先後被疾風制止和被強大的「生物折躍波」干擾。
在行星溫德米爾IV再度捕捉到疾風一行人的時候，得知疾風為萊特之子氣得企圖拔劍將他殺死，但被海爾曼制止。以後將疾風一行人先後帶到被次元兵器破壞的卡萊爾，和萊特駕駛、被稱為「惡魔之翼」的VF-22面前。
但最後在拉格納的最終決戰中，被次元神經聯繫束縛過後，出手救下即將被受控制的SV-262攻擊的瑪基娜和蕾娜。
海爾曼·克羅斯（Herman Claus）
聲：遠藤大智
空中騎士團中最年長的成員，33歲。臉上有多道象徵衰老的白斑的老兵。
也是培訓波克在內的新兵的教官，被其稱為「大師」。目前回歸前線。
處於溫德米爾族人晚年的他，是個對於自己的衰老和死亡都有所知覺的少數理性者。
此外，亦對有著與基斯匹敵的實力梅薩深感佩服並且多度贊揚。
對被視為叛徒的芙蕾雅態度較為平靜，將她稱為「蘋果女孩」。
重視騎士道，說出自軍甚至不惜利用瓦爾綜合症時深抱羞愧感。
在行星伊奧尼迪斯的宇宙戰中帶領及支援作為新人的古拉，並試圖給他獲得戰果的機會，但也因而造成古拉被疾風擊墜陣亡的下場。
在海因茨的加冕儀式前回老家見過家人，第二名孫子即將出生。
卡西姆·埃伯哈德（Qasim Eberhard）
聲：拝真之介
空中騎士團中最高大的成員，23歲（KIA）。
與其他年輕成員相反的少數理性者，對於身為溫德米爾族人的自己壽命即將迎向終結感到不安。
出生於艾斯克代爾村的蘋果農家，意外地故鄉與芙蕾雅出身的村子只有一山之隔。7年前的戰爭失去了家人和農地，餘下的是一名6歲、名為阿力克的兒子。
在海因茨的加冕儀式時聽到洛伊德宰相征服銀河系的宣言時唯一一人感到疑惑，只有海爾曼知道他沒有認同洛伊德的話。
對於在行星伏德爾進行的原始種族系統實驗有所懷疑而被波克斥責以後暫時離開，除下騎士袍後一邊烤蘋果一邊苦惱，但也因而抓到被烤蘋果吸引的芙蕾雅及隨後趕來的疾風。只是並無對兩人施暴或交出兩人而是以兩人為交心的對象，曾勸說芙蕾雅返回家鄉（並會為她求情）但不果，對她耗費生命在對故乡的戰爭上感到不值。雙方各散東西而自報姓名時，對疾風的姓氏有所反應。
在行星伏德爾再戰Δ小隊與「Walküre」時被強大的「生物折躍波」干擾時出現了肉體加速老化的狀況，其後更擴散更全身。期後在行星亞爾夫海姆至行星溫德米爾IV的追擊戰中與疾风進行單對單的戰鬥中，不惜過度使用Rune令其有著匹敵基斯的實力並力壓疾风。但在要向疾风發動最後一擊時因肉體老化去到極限加上Rune過度使用而意識喪失，在無力攻擊以下失速墜落，即使可迫降樹林仍選擇迫降雪地，最後在疾风等三人面前看著兒子的幻影去世。遺言為：｢蘋果園沒事吧…阿力克…」。
其後疾风等三人在其遺體身邊放置蘋果致意。海爾曼說明其遺體已送回故鄉。米拉潔將他評為「到生命最後一刻都是偉大的戰士」。
古拉（Ghoula）
聲：吉永拓斗
空中騎士團的新人。
在行星伊奧尼迪斯的宇宙戰中與米拉潔駕駛的VF-31C交戰對其窮追不捨，並且幾乎將她擊破。但被營救她的疾風從後掃射變成蜂窩擊墜，即使緊急逃生仍無法逃過被卷入座機爆炸的下場陣亡。為疾風首個擊殺的敵人。
諾曼·克羅斯
聲：立花慎之介
海爾曼的兒子。
飼養一隻名為「阿古納斯」的龍鳥。
海因茨即位後在王宮赴任武官。
受卡西姆所委託，將蘋果的樹苗和種植的工具送到其艾斯克代爾村的兒子手中。

### 平民
古斯塔夫爺爺
芙蕾雅的故鄉雷文格拉斯村的村長。
其種植的蘋果被卡西姆評為非常美味並感受到兩者間的差距。

## 新統合軍
阿爾伯特·勒拉扎巴爾（Alberto Larrazábal）
聲：大隈健太
屬於新統合軍伏德爾航空團的王牌駕駛員。軍階：上尉。駕駛VF-171→VB-6。有一子一女。
感染瓦爾綜合症後被溫德米爾軍控制，在芙蕾雅的歌聲下取回理智。
以後成為抵抗運動的成員，Δ小隊再潛入再潛入行星伏德爾時確保降落路線。
行星伏德爾得到解放時終於與家人團圓。
在第22話的伏德爾攻防戰、第24話的溫德米爾撤退戰與第26話拉格納的最終決戰中改為駕駛VB-6怪獸君王應戰。
勞李·馬蘭（Laurie Maran）
聲：關口英司
隸屬新統合軍參謀局二部。軍階：少校。
帶同新統合軍總司令部的通知一起來到拉格納的新統合軍軍官。通知「凱厄斯」新統合軍打算運用「指向性戰術反應彈」來破壞拉格納的「艾格爾帕特雷遺跡」。
但當遺跡吸收了反應彈的能量並且消失以後，從亞空間召來了原始種族系統時，卻指出已經收集到數據並下令撤退。
第25話軍方收到貝爾加通知制風權出現了崩潰後帶同裝配了大量次元兵器的龐大艦隊一起前住溫德米爾，但在途中受到美雲的「星之歌」（被他誤以為是風之歌）控制下起動了次元兵器連同艦隊一起被消滅。
羅伯特·奇諾（Robert Kino）
聲：千葉一伸
新統合軍的飛行員。軍階：少校。
所屬艦隊被空中騎士團擊破以後與殘骸一起在宇宙漂流，其後獲疾風所救。
阿拉德與萊特的舊識，儘然一開始在疾風面前故作鎮定，以後與阿拉德再會後對他表示不能一直對疾風隱暪「那個」的真相。
當疾風準備與眾人再潛入行星伏德爾時，警告他馬上離開和別再與溫德米爾扯上關係。
萊特·因梅爾曼（Wright Immelman）
聲：荻野晴朗
疾風的父親。新統合軍第77航空團飛行員。駕駛VF-22。軍階：少校 代號：隼-2。已戰死。
經常將各個惑星上搜集各種奇怪東西（尤其是石頭）作為土產連內容簡短的信一起寄給兒子，包括現在掛於其胸口的折躍水晶掛墜。
也是阿拉德在新統合軍時期的長官，當阿拉德回應疾風其父親的為人時稱他“給予很大的幫助”和“過於溫柔的人”。
其實是作為特務諜報員已被派往各個星球，因為機密因素，連家人都不知道任務內容。
溫德米爾也是軍方指定目的地，秘密執行協助調查溫德米爾原始文明遺跡的任務中，從Sigur・Valens神殿深處中回收「星之歌手」的細胞樣本。
根據芙蕾雅的記憶，也就是他將播放器送給小時候的她。
據説在七年前獨立戰爭將近結束時，背叛新統合軍並秘密地與溫德米爾王國獨立派勾結，搶奪軍隊秘藏的次元兵器並用以反過來將新統合軍駐溫德米爾基地毀滅，但也讓數百萬的溫德米爾人被捲入。座機嚴重受損迫降後，發現該機時駕駛艙已躺著其屍體。
事實是，他試圖違抗軍令並挽救溫德米爾的人，但座機遭到攻擊時操控權也被遠程操緃奪走。可直到其生命的最後一刻依然想保護人們。

## 伊普西龍財團
貝爾加·史東（Berger Stone）
聲：藤原啟治、小形満（第24話後）
伊普西龍財團在布里希嘉曼球狀星團方面的負責人。在各個領域，如財政及物資幫助溫德米爾王國。自稱商人而溫德米爾王國為「老顧客」。
雖然不像是溫德米爾人，但也不會患上瓦爾綜合症。
一直對芙蕾雅和美雲有所留意。
被委託對調查進度緩慢的原始文化遺跡進行分析和提供可以把海因茨的「風之歌」効果範圍擴大的裝置，出售軍備及協助開發新型可變型戰鬥機等。最重要的是令思想控制裝置得以量產並應用於戰爭同時擴展其事業，但背後似乎也與新統合軍有著類似的關係，也推測出Lady M的真實身份。
溫德米爾向新統合政府全面開戰後按洛伊德宰相的第二期擴充計劃交付六支SV-262魔龍III的飛行隊。
在伏德爾原始文明遺跡毀滅後拜訪Macross・Elysion，藉由自己對超時空要塞世界觀的歷史的認識，跟Δ小隊與「Walküre」分享自己認為「歌」是原始文明究極兵器的假說。
當Δ小隊與「Walküre」潛入溫德米爾王國時在阿拉德一行人的眼前出現，說明凱厄斯的衛星定位的一部份零件是其財團旗下企業製造。以後將他倆帶到VF-22前，同時說明因計劃變更（實為發現洛伊德的目的，害怕因銀河生命體聯擊計劃會影响其财团生計）而暫時斷絕與溫德米爾王國的關係。

## 歷代人物
鈴明美（聲：飯島真理）
初代《超時空要塞MACROSS》女主角，是開啟原始文化的傳說的歌姬，直到現今也是有名，並長拍有關她的連續劇。
以彩蛋方式登場，出場插曲為。
熱氣·巴薩拉（Basara Nekki，CV：林延年（神奈延年）／歌：福山芳樹）
《超時空要塞7》男主角，歷代唯一戰鬥兼歌唱的男性角色，Fire Bomber的主唱。
以彩蛋方式登場，出場插曲為《Try Again》。
米蓮·吉納斯（Mylene Flare Jenius，CV：櫻井智／歌：梶浦千枝）
《超時空要塞7》女主角，Fire Bomber的貝斯手。米拉潔的阿姨。地球人與傑特拉帝人的混血兒。
雪露·諾姆（Sheryl Nome，CV：遠藤綾／歌：May'n）
《超時空要塞Frontier》女主角，被稱為銀河的妖精，非常強氣且不會輸給困境，對自己非常有自信。
以彩蛋方式登場，出場插曲為整個系列的人氣曲與蘭花一起唱的。
蘭花·李（Ranka Lee，CV：中島愛）
《超時空要塞Frontier》女主角，其歌聲被雪露看好而被星探發掘而成為歌手。歌聲對vajra有影響。
以彩蛋方式登場，出場插曲為整個系列的人氣曲與雪露一起唱的。
其聲優中島愛常與芙蕾雅的聲優鈴木實里一起參與手遊的生放送。

## 備註
1. ↑  2016年9月因為健康狀態不良而暫停電視動畫的配音工作。

## 關聯項目
- 超時空要塞Δ